# Tutu (mitologia egizia)

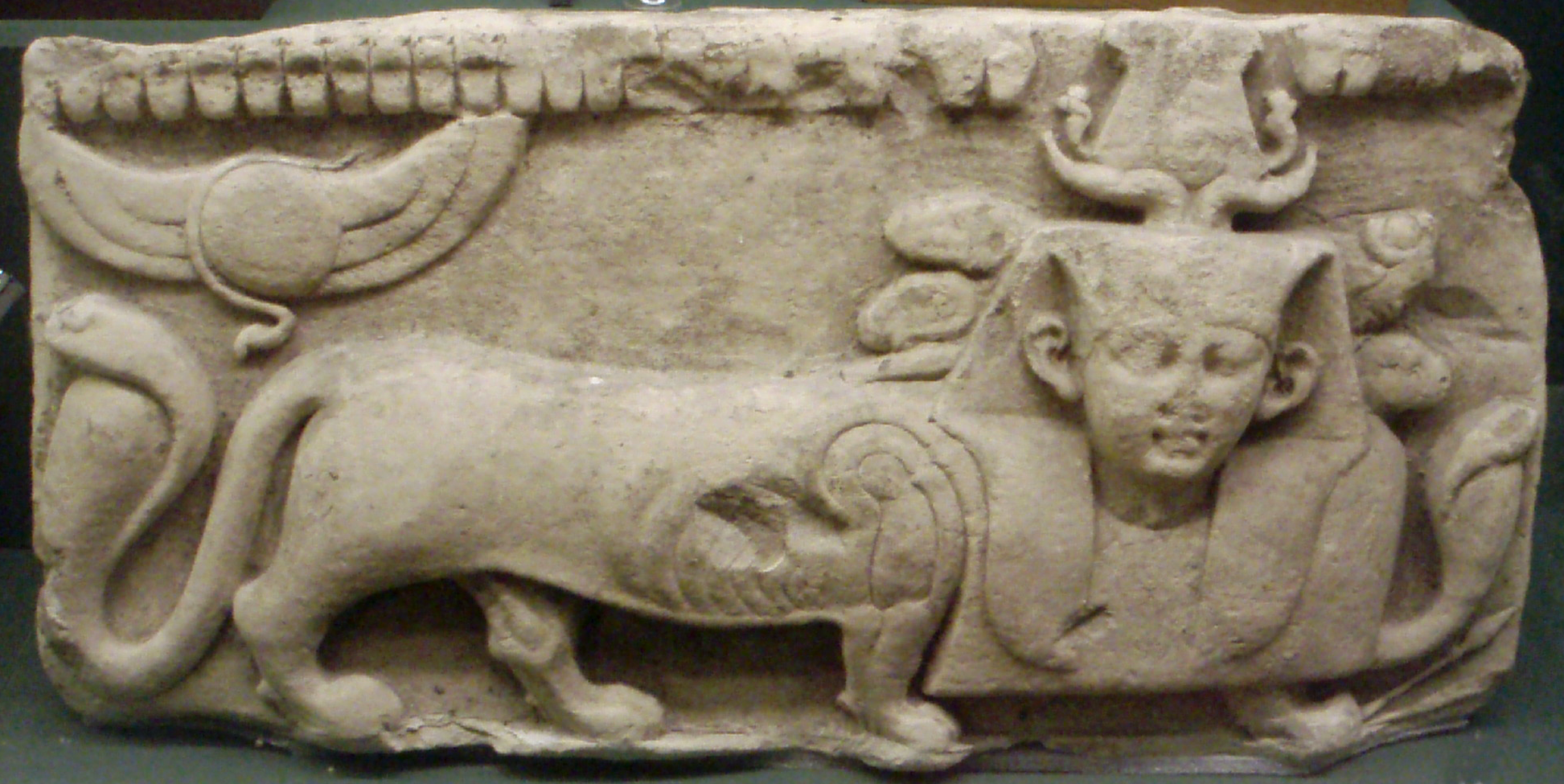
Rilievo risalente all'epoca della dominazione romana dell'Egitto, raffigurante Tutu. Il dio indossa il copricapo nemes del faraoni e la corona atef, ha testa umana su corpo di leone, ali d'uccello, coda costituita da un cobra e poggia sulle frecce della crudele dea Sekhmet. Rosicrucian Egyptian Museum, San Diego.

Tutu (in greco: Tithoes) è una divinità egizia appartenente alla religione dell'antico Egitto, dio dal corpo di sfinge molto venerato a livello popolare in ogni zona dell'Egitto durante il Periodo tardo (VII - IV secolo a.C.) e nel corso del I millennio a.C. in generale, molto invocato contro i demoni. L'unico tempio specificamente dedicato a Tutu fu edificato nell'antica Kellis, ma rilievi che lo raffigurano sono stati rinvenuti in vari altri siti, come il Tempio ramesside di Nuova Kalabsha. Il suo titolo presso il Tempio di Sanhur, nel Fayyum, era "Colui che giunge a chi lo chiama", ma ebbe anche quelli di "Figlio di Neith", "il Leone", "Grande nella Forza" e "Padrone dei demoni di Sekhmet e dei vaganti demoni di Bastet".
La sua iconografia, altamente composita, è quella di un leone stante, alato, con testa d'uomo (ed eventualmente altre teste di falchi e coccodrilli fuoriuscenti dal corpo) e coda costituita da un cobra: era quindi una sofisticata evoluzione della ben più antica effigie della sfinge.

Tutu era considerato figlio di Neith, temibile dea della guerra e della caccia venerata a Sais, nel Delta del Nilo; dee ugualmente possenti e a lei assimilate furono, per esempio, Mut, Sekhmet, Nekhbet e, in misura minore, Bastet. Tale ascendenza da una divinità dal carattere veemente portò ad attribuire a Tutu un grande potere su demoni: era suo compito esplicito quello di uccidere i demoni già sottomessi dalle Neith, Sekhmet etc. (altri figli di queste dee, come Maahes, Khonsu e Nefertum, assolvevano il medesimo ruolo). Originariamente venerato come protettore delle tombe, Tutu fu poi definito anche come vigilante sui dormienti e contro gli incubi. Il suo culto ebbe grande vigore fra gli strati umili della popolazione anche nelle ultime fasi della storia egizia, e vi è traccia che gli fossero tributate offerte anche su altarini portatili. 

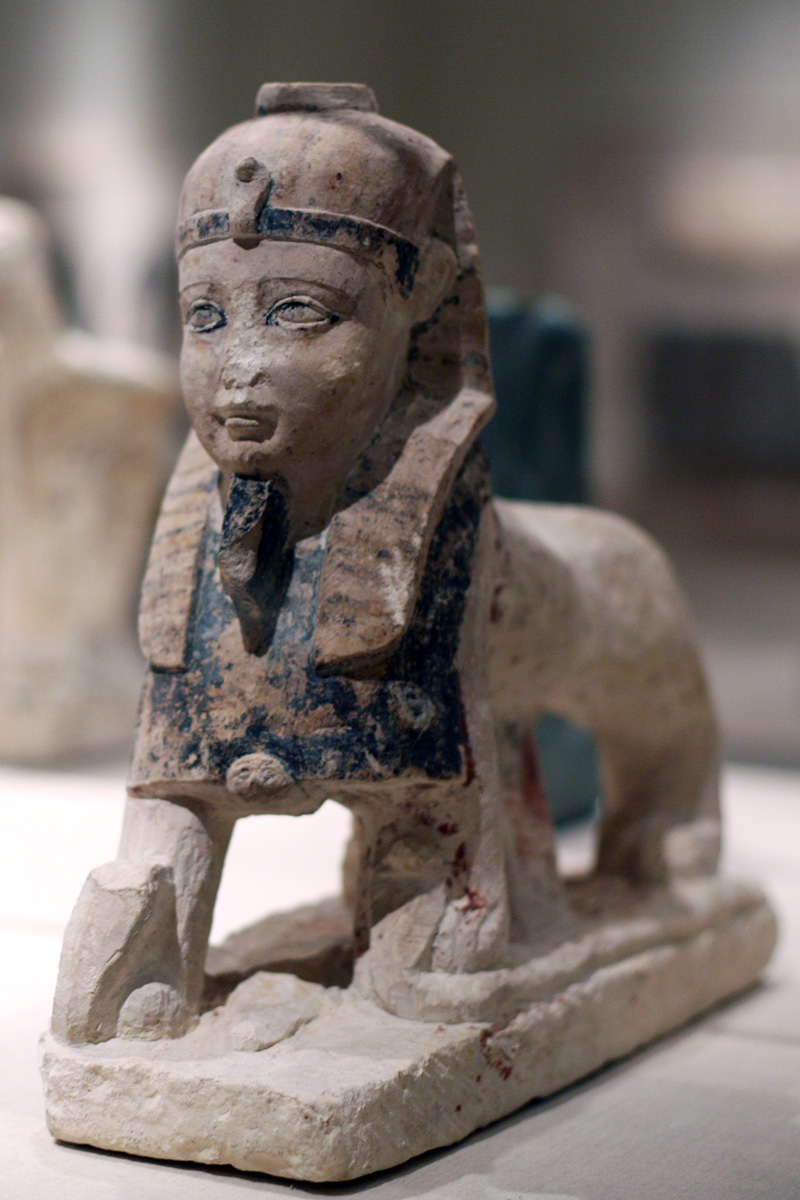
Statuetta di Tutu in calcare dipinto, risalente al I secolo d.C. o dopo. Brooklyn Museum, New York.
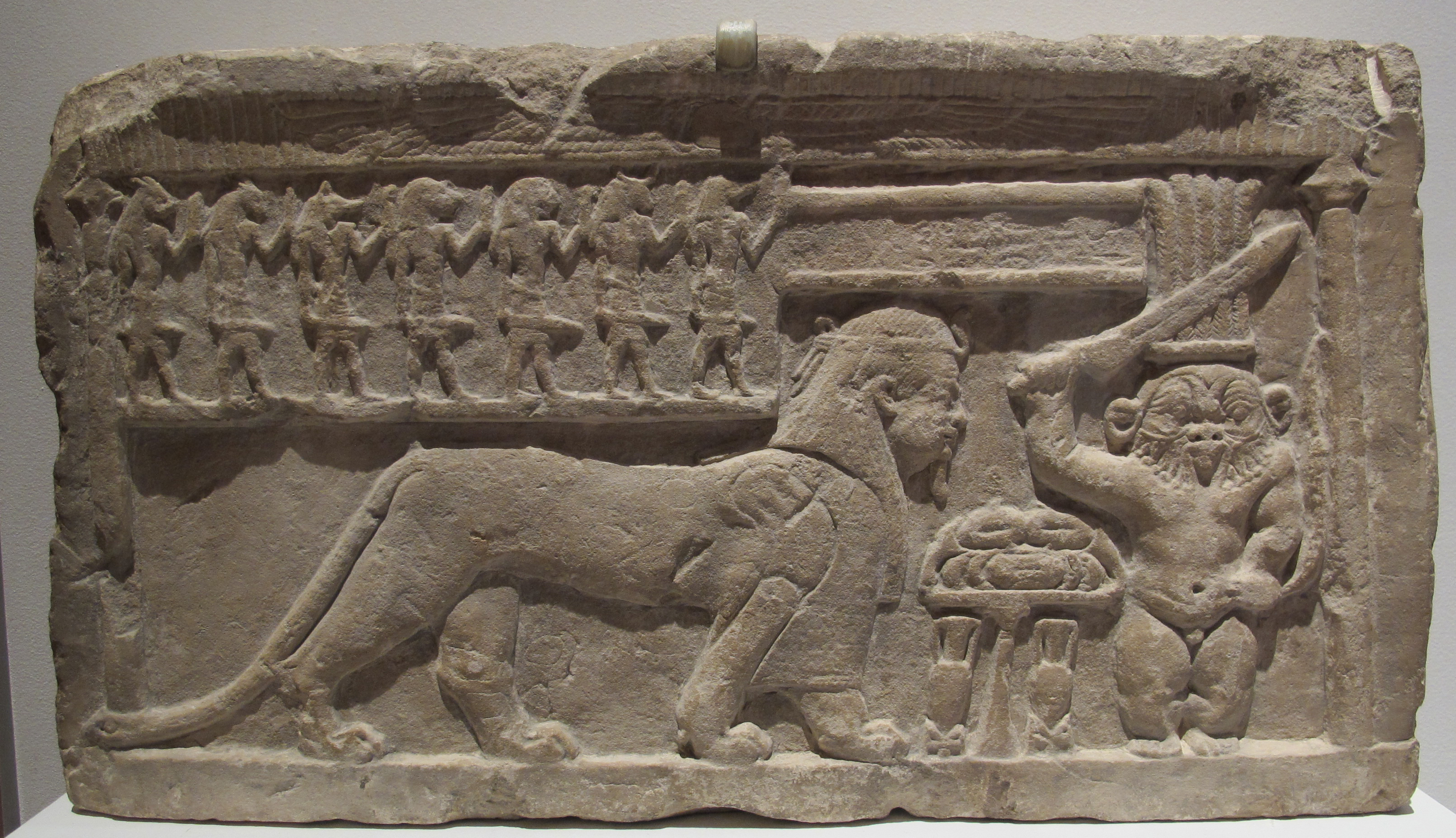
Stele d'epoca tolemaica raffigurante Tutu raffrontato al dio Bes. Brooklyn Museum, New York.
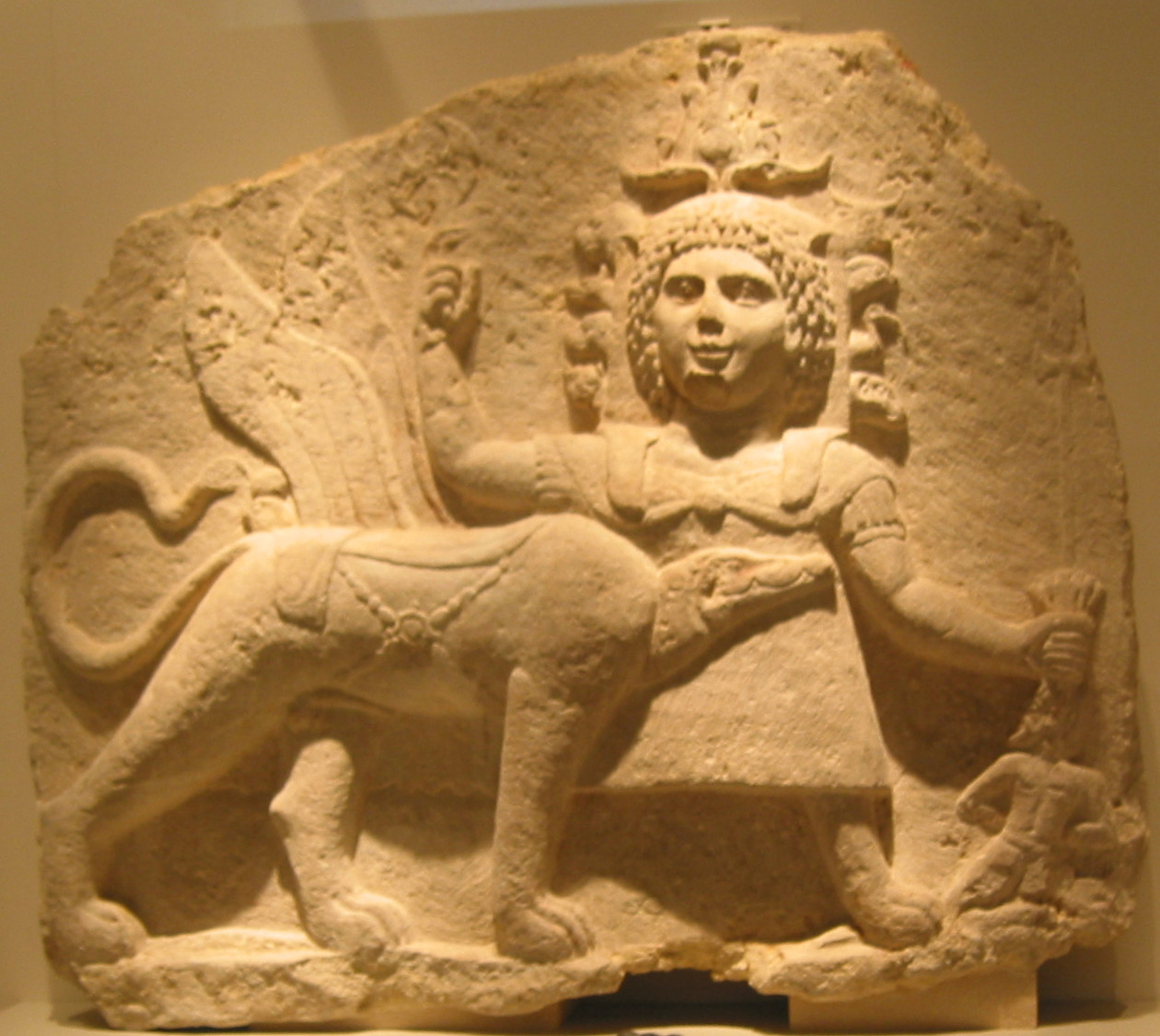
Rilievo di Tutu. Ägyptisches Museum und Papyrussammlung, Neues Museum, Berlino.
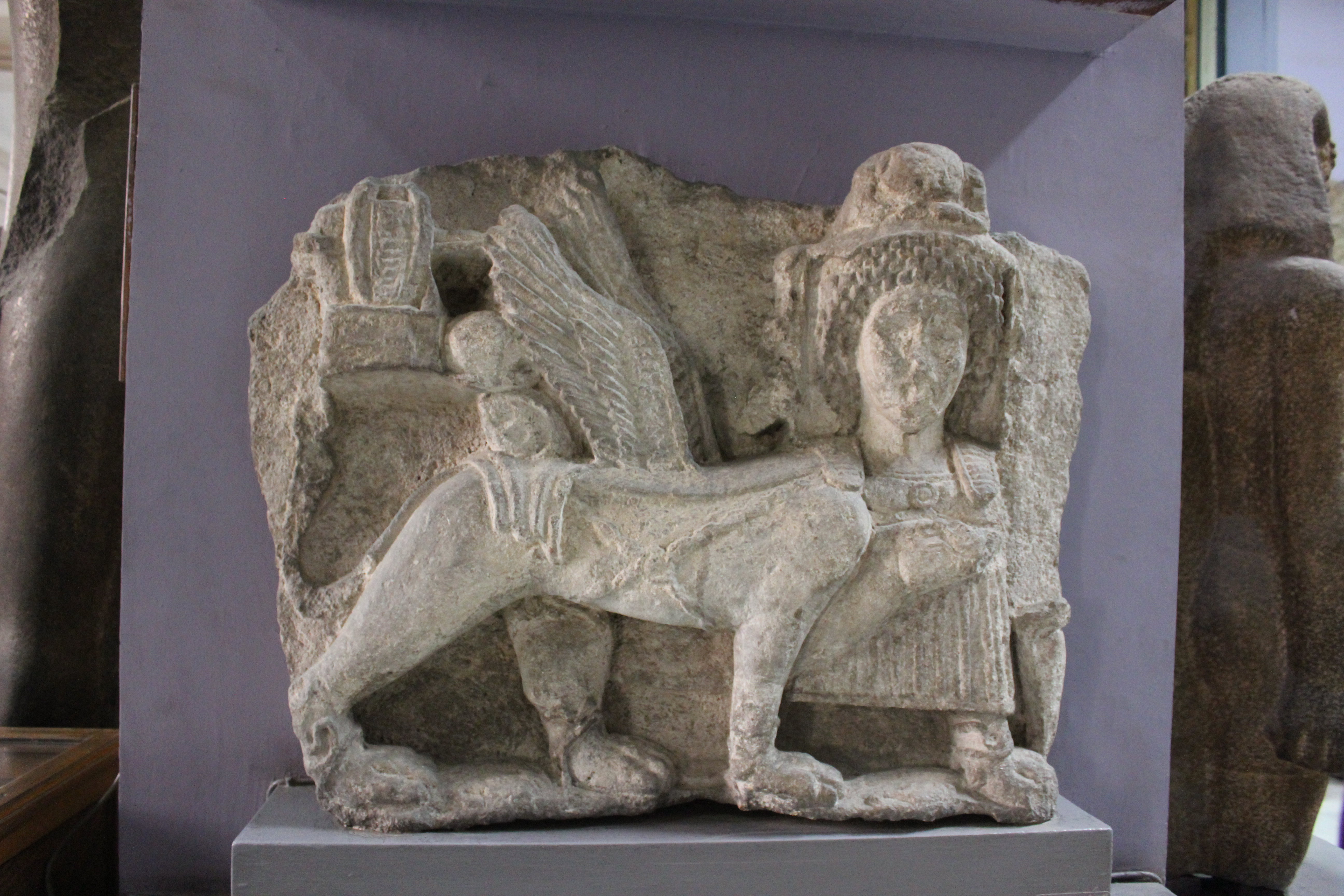
Rilievo di Tutu al Museo egizio del Cairo.